# Mohammed Aziz Lahbabi
Mohamed Aziz Lahbabi (in arabo محمد عزيز لحبابي‎?; Fès, 25 dicembre 1922 – Rabat, 23 agosto 1993) è stato un filosofo, scrittore e poeta marocchino.
Scrisse in arabo e in francese e il suo lavoro fu caratterizzato da una prospettiva umanista che sottolineò l'importanza del dialogo universale.
È stato, nel 1987, il primo scrittore di lingua araba ad essere candidato al premio Nobel per la letteratura, prima dell'egiziano Nagib Mahfuz, che successivamente ricevette questo riconoscimento. Pubblicò, in arabo e francese, numerose opere filosofiche e letterarie, tra le quali poesie e romanzi, tradotti in diverse lingue. Tra le principali opere di Lahbabi si ricordano in particolare Le personnalisme réaliste, Il personalismo musulmano, Liberté ou libération, Du clos à l'ouvert e Le Monde de demain: le tiers-monde accuse.

## Biografia
Nipote di Othmane Lahbabi, professore di esegesi coranica presso l'Università al-Qarawiyyin e nipote di Muhammad Benlarbi Alaoui, teologo riformista e resistente al colonialismo, Mohamed nacque in un ambiente culturalmente ricco che gli trasmise un'educazione tradizionale completa. Dopo aver conseguito il diploma di maturità in Marocco, Lahbabi proseguì gli studi presso la Facoltà di Lettere di Parigi e ottenne, sotto la supervisione di Pierre-Maxime Schuhl, un dottorato in filosofia per la sua tesi, pubblicata successivamente in due parti: De l'être à la personne (nel 1954) et Liberté ou libération (nel 1956). Fu poi professore di filosofia e preside della Facoltà di Lettere presso l'Università Mohamed V a Rabat. Insegnò poi filosofia presso l 'Università di Algeri. Fondò la rivista Afaq (in arabo افاق‎?; in francese Horizons). Fu uno dei fondatori dell'Union des écrivains arabophones du Maghreb. Lahbabi è stato il primo scrittore arabo ad essere candidato per il 1987 Premio Nobel per la letteratura. Nonostante l'intensa campagna di cui fu oggetto la sua candidatura, alla fine non ricevette il Premio Nobel che andò al poeta russo Joseph Brodsky. L'anno successivo, Nagib Mahfuz ricevette il Premio Nobel per la letteratura, divenendo il primo scrittore arabo a ricevere questo premio. Mohamed Aziz Lahbabi morì il 23 agosto 1993 a Rabat.

## Percorso filosofico e letterario
Lahbabi cercò di forgiare una filosofia basata su un umanesimo musulmano, con una metodologia personalista influenzata dagli scritti di Henri Bergson e di Emmanuel Mounier. Guidato dal Corano e dagli scritti islamici tradizionali, Lahbabi analizzò l'autonomia personale, la coscienza personale, la responsabilità, il senso di sé e la coscienza. In breve, cercò di conciliare il pensiero umanista occidentale con il pensiero arabo-islamico. Da questo lavoro è emerso Du clos à l'ouvert (1961), uno studio sulla cultura e sulla civiltà, e Il personalismo musulmano (1964), una panoramica del pensiero islamico. Oltre a numerosi saggi su argomenti letterari e filosofici, Lahbabi pubblicò una serie di raccolte di poesie e un romanzo, Espoir vagabond (1972), pubblicato in arabo e in francese. I suoi lavori includono anche la serie L'Économie marocaine: notions essentielles (1977), il cui primo volume fu Les fondements de l'économie marocaine (1977), e il secondo fu Le monde de demain: le Tiers monde accuse (1980).

## Opere

### Saggi
- Mufakkirû al-Islâm o Les penseurs de l'Islam (1945)
- De l'être à la personne: essai de personnalisme réaliste (1954)
- Liberté ou libération? à partir des libertés bergsoniennes (1956)
- Du clos à l'ouvert: vingt propos sur les cultures nationales et la civilisation humaine (1961)
- Il personalismo musulmano (1964)
- Ibn Khaldûn: présentation, choix de textes, bibliographie (1968)
- L'économie marocaine: notions essentielles (1977)
- Al-Mu'in. Dictionnaire de philosophie et des sciences humaines, français-anglais-arabe (1978)
- Le Monde de demain: le Tiers monde accuse (1980)
- Positions et propositions au fil des jours (1982)
- Ibn Khaldoun: notre contemporain (1987)
- La crise des valeurs (1987)
- Prospective et demainisme (1988)

### Romanzi
- Jîl al-Zamâ ou La génération de la soif (1967)
- Espoir vagabond: roman maghrébin (1972)
- Iksîr al-hayât o L'élixir de la vie (1974)'
- Le Passé enterré (1987)

### Raccolte
- Morsure sur le fer (1979)

### Poesie
- Les Chants d'espérance (1952)
- Misères et lumières (1958)
- Douleurs rythmées (1974)
- Ivre d'innocence (1980)
- Ma voix à la recherche de sa voie (1980)
- Espérance malgré la mort (1988)
- Faces et préfaces (1991)
- Adil (1994)